# Aberffraw
 Aberffraw  é uma aldeia do País de Gales, na costa da ilha de Anglesey. Capital do reino de Fíwinedd, o mais importante da confederação de Gales antes da sua reunião à Grã-Bretanha no século XIV.

## História
No início da Idade Média, Aberffraw era a capital do Reino de Gwynedd entre c.860 DC e c.1170.  Sob a homônima dinastia Aberffraw, tornou-se o centro político mais importante do país de Gales medieval. O Llys permaneceu o trono simbólico dos reis de Gwynedd do século IX ao XIII.  Os Anais Reais de Eduardo I da Inglaterra mostram que o Llys foi desmontado em 1315 para fornecer materiais de construção para o Castelo de Beaumaris, nas proximidades.